# Branko Mihajlović
Branko Mihajlović (in serbo Бранко Михајловић?; Belgrado, 20 febbraio 1991) è un ex calciatore serbo, di ruolo centrocampista.

## Carriera
Ha giocato nella prima divisione dei campionati montenegrino, ungherese, serbo, armeno e cipriota.